# Gustaf Langenskiöld
Gustaf Adolf Langenskiöld, född 6 november 1852 i Sankt Petersburg, död 13 juni 1931 i Helsingfors, var en finländsk friherre, jurist och politiker. Han var son till Fabian Langenskiöld och bror till Karl Langenskiöld.
Langenskiöld tog hovrättsexamen 1875, blev vicehäradshövding 1877 och registrator i Viborgs hovrätt 1884. År 1887 blev han häradshövding i Raseborgs domsaga och 1889 assessor vid Viborgs hovrätt. Han var 1897–1900 finländsk senator och ledamot av senatens justitiedepartement, varpå han på egen begäran erhöll avsked. Han verkade därefter som advokat och finansman. Langenskiöld bevistade som adelsman flera lantdagar 1882–1906.
Langenskiöld var även ordförande i Kymmene AB:s förvaltningsråd och författade Kymmene aktiebolag 1872–1922 (1922).